# Agrilus masculinus
Agrilus masculinus är en skalbaggsart som beskrevs av Horn 1891. Agrilus masculinus ingår i släktet Agrilus och familjen praktbaggar. Inga underarter finns listade i Catalogue of Life.